# Júlia Szegő
Júlia Szegő (născută Dobó; n. 19 aprilie 1893, Beregszász, Țările Coroanei Sfântului Ștefan, Austro-Ungaria – d. 7 noiembrie 1987, Cluj-Napoca, România) a fost o colecționară de cântece populare maghiare și scriitoare maghiară, care a publicat sub pseudonimele Júlia Dobó (acesta fiind numele său la naștere), Irén Donáth, Ilona Dózsa ș.a. A fost sora avocatului Ferenc Dobó⁠(d) și mama traducătorului György Szegő⁠(d).

## Biografie
Originară din Bereg (Berehove), în prezent regiunea Transcarpatia, Ucraina, și-a petrecut majoritatea vieții la Cluj-Napoca. A studiat la Academia de Muzică⁠(d) din Budapesta (1932), printre profesorii săi numărându-se Hugó Kelen și Irma Popper. Ulterior, a absolvit Universitatea Bolyai din Cluj cu o diplomă în psihologie și sociologie (1948). Înainte de a-și începe cariera muzicală, a fost angajată a librăriei Lepage din Cluj. Între 1932 și 1944 a evoluat independent pe scena muzicală, cu turnee în Ungaria, Danemarca și Țările de Jos, unele înregistrări fiind produse la casa de discuri Pátria. Între 1944 și 1948 a lucrat la Conservatorul din Cluj, ulterior la Institutul de Artă Maghiară din Cluj, la Institutul de Folclor din București și, în pragul pensionării (1957), la filiala din Cluj a Academiei Române.

## Activitate literară
Primele scrieri ale lui Szegő au fost publicate de presa interbelică din Transilvania, în particular Ellenzék⁠(d) și Korunk. În Ellenzék a fost publicată corespondența sa cu Béla Bartók, un preludiu al interesului său ulterior pentru opera lui Bartók. Mai târziu, a scris în Dolgozó Nő⁠(d), Utunk și Igazság⁠(d). La sfârșitul anilor 1940 a început să cerceteze viața și activitatea lui Béla Bartók în Transilvania; a publicat prima carte la acest subiect în 1955. În prima jumătate a anilor 1950 a cercetat cântecele și baladele populare ale ceangăilor din Moldova⁠(d), în rezultat publicând o carte la București în 1954 în colaborare cu József Faragó⁠(d) și János Jagamas⁠(d).

## Operă (selecție)
- Bartók Béla, a népdalkutató (București, 1956)
- Daloljunk (București, 1956)
- Kötöttem bokrétát. 150 népdal (cu Klára Sebestyén Dobó, București, 1958)
- Bartók Béla élete (București, 1964)
- Embernek maradni. Bartók Béla életregénye; Kriterion–Zeneműkiadó, București/Budapesta, 1970
- Cantata profana. Romanul vieții lui Bartók (traducere de G. Sbârcea, București, 1972)
- Embernek maradni. Bartók Béla életregénye (București, 1965; reeditat la Budapesta, 1981)
- A két Mozart hétköznapjai (Budapesta/București, 1980)
- Ismeretlen moldvai nótafák. Csángófalvak énekközlőinek szöveg- és dallamkincse (colecție de Júlia Szegő; Európa, Budapesta, 1988)